# Hawise d'Aumale
Hawise d'Aumale, in francese Hawise d'Aumale (... – 11 marzo 1214) fu Contessa di Aumale dal 1179 al 1204, signora di Holderness, dal 1179, alla sua morte ed inoltre Contessa consorte di Essex, dal 1180 al 1189, signora consorte d'Oleron dal 1190 al 1195 e signora consorte di Choques (Artois) dal 1196 alla sua morte.

## Origine
Secondo la Chronica monasterii de Melsa,: a fundatione usque ad annum 1396 ..., Volume 1, Havise era figlia del conte di Aumale, signore di Holderness e primo conte di York, Guglielmo d'Aumale e di Cecilia FitzDuncan, che era figlia di William fitz Duncan (figlio illegittimo del re di Scozia, Duncan II) e della moglie, Alice, signora di Skipton, come conferma un documento del Dugdale Monasticon III, Wetherall Priory, Cumberland, XVI, Cronicon Cumbriæ (non consultato).
Secondo un documento del Dugdale Monasticon V, Melsa Abbey, Yorkshire, I (non consultato), Guglielmo era il figlio primogenito del conte di Aumale e signore di Holderness, Stefano d'Aumale e di Hawise di Mortimer, figlia del signore di Saint-Victor-l'Abbaye e di WIgmore (Herefordshire), Rodolfo di Mortimer, e della moglie, Melisenda.

## Biografia
Secondo il Symeonis Dunelmensis, Vol. II, Historia Regum, Continuation (non consultato), suo padre, Guglielmo fu tra i comandanti delle truppe inglesi, contro gli Scozzesi, alla Battaglia dello Stendardo, del 1138.
Dopo questa battaglia, secondo la Historia Ricardi, prioris Haugustaldensis ecclesiæ (non consultato), il re d'Inghilterra, Stefano di Blois, lo creò primo conte di York; lo storico William John Corbett riporta che Guglielmo fu al servizio della causa, contrastando l'invasione scozzese e per questo fu creato primo conte di York.
Nel 1149, suo padre, Guglielmo fondò l'abbazia di Meaux, nell'East Riding of Yorkshire, come ci conferma la Chronica monasterii de Melsa : a fundatione usque ad annum 1396 ..., Volume 1.
Secondo le Gesta regis Henrici secundi benedicti abbatis, Guglielmo morì nel 1179 e fu sepolto nell'abbazia di Thornton, nel North Lincolnshire, che secondo un documento del Dugdale Monasticon VI, Thornton Abbey, Lincolnshire, I, De Prima Fundatione (non consultato), era stata fondata da Guglielmo stesso, e Hawise gli succedette nella contea di Aumale e nell'Holderness.

### Contessa di Essex
Secondo la Chronica monasterii de Melsa,: a fundatione usque ad annum 1396 ..., Volume 1, Hawise, dopo la morte del padre, dal re d'Inghilterra, Enrico II, fu data in moglie al terzo Conte di Essex, Guglielmo di Mandeville; anche la Chronique de Robert de Torigni, abbé du Mont-Saint ..., Volume 2, ricorda il matrimonio tra Guglielmo ed Hawise, riportando che Guglielmo divenne conte di Aumale, per diritto di matrimonio (de more uxorio); ed anche la Histoire des ducs de Normandie et des rois d'Angleterre, ricorda il matrimonio confermando che la coppia non ebbe figli; infine il Ex Radulfi de Diceto imaginibus historiarum, ricorda il matrimonio nel 1180, sponsorizzato dal re d'Inghilterra Enrico II.
Havise , nel 1189, rimase vedova; infatti, secondo il Radulphi de Coggeshall Chronicon Anglicanum, il marito, Guglielmo di Mandeville, morì il 12 dicembre 1189, e, secondo la Ex historia cœnobii Mortui-Maris, fu tumulato a Mortemer.

### Signora d'Oleron
Secondo la Histoire des ducs de Normandie et des rois d'Angleterre, Hawise, nel 1190, sposò in seconde nozze, Guglielmo di Forz o Fortibus; anche la Chronica monasterii de Melsa,: a fundatione usque ad annum 1396 ..., Volume 1, riporta questo matrimonio. Secondo il The annals of Roger de Hoveden, vol. III, Guglielmo di Forz era tra i comandanti delle navi del re d'Inghilterra, Riccardo Cuor di Leone.
Havise , nel 1195, rimase vedova, per la seconda volta; infatti, secondo il The annals of Roger de Hoveden, vol. III, il marito, Guglielmo di Forz o Fortibus, morì nel corso del 1195 ed il re Riccardo concesse la contea di Aumale a Baldovino di Béthune.

### Signora di Choques
Secondo la Histoire des ducs de Normandie et des rois d'Angleterre, Hawise, nel 1196, sposò in terze nozze, Baldovino di Béthune; anche la Chronica monasterii de Melsa,: a fundatione usque ad annum 1396 ..., Volume 1, riporta questo matrimonio. Baldovino di Béthune, secondo il Chronicon abbatiæ Warnestoniensis era figlio del signore di Béthune e assistente dell'abbazia di Warneton,  Roberto di Béthune, e della moglie, Adelaide.
Hawise e Baldovino, nel 1200, sono citati in un contenzioso dei Rotuli de oblatis et finibus in Turri Londinensi asservati.
Baldovino, dopo la morte di Riccardo Cuor di Leone, secondo il Histoire généalogique de la maison de Béthune,  appoggiò il nuovo re d'Inghilterra, Giovanni Senza Terra e, dopo che era iniziata la guerra tra Giovanni Senza Terra ed il re di Francia, Filippo Augusto, quest'ultimo, nel 1204, aveva confiscato la contea di Aumale a Hawise e Baldovino e l'aveva concessa a Rinaldo di Dammartin conte di Boulogne, e, dal 1206, anche il fratello, Simone di Dammartin, col consenso di Filippo Augusto era conte di Aumale. 
Havise, nel 1212, rimase vedova, per la terza volta; infatti, secondo la Histoire généalogique de la maison de Béthune, il marito, Baldovino di Béthune, morì il 14 ottobre.
Havise morì nel 1214; secondo la Histoire généalogique de la maison de Béthune, morì l'11 marzo 1214.

## Discendenza
Hawise al primo marito, Guglielmo di Mandeville non diede figli.
Hawise al secondo marito, Guglielmo di Forz o Fortibus diede un figlio:
- Guglielmo II di Forz[9] († 1241), signore di Holderness e titolare della contea di Aumale, continuò ad usare il titolo pur non avendone il possesso e che verso il 1215, si schierò con i ribelli contro il re, Giovanni Senza Terra[22].

Hawise al terzo marito, Baldovino di Béthune diede una figlia:
- Alice[24](† 1216), signora di Choques, che sposò Guglielmo il Maresciallo, II conte di Pembroke[25].

### Fonti primarie
- (LA)  Gesta regis Henrici secundi benedicti abbatis.
- (LA)  Chronica monasterii de Melsa,: a fundatione usque ad annum 1396 ..., Volume 1.
- (LA)  Chronique de Robert de Torigni, abbé du Mont-Saint-Michel, vol I.
- (LA)  Chronique de Robert de Torigni, abbé du Mont-Saint-Michel, vol II.
- (LA)  Recueil des historiens des Gaules et de la France. Tome 13.
- (LA)  Recueil des historiens des Gaules et de la France. Tome 14.
- (LA)  Radulphi de Coggeshall Chronicon Anglicanum.
- (LA)  Regesta Regum Anglo-Normannorum, vol. III.
- (LA)  The annals of Roger de Hoveden, vol. III.
- (LA)  Rotuli de oblatis et finibus in Turri Londinensi asservati.
- (LA)  Chronicon abbatiæ Warnestoniensis.
- (FR)  Histoire des ducs de Normandie et des rois d'Angleterre.
- (FR)  Histoire généalogique de la maison de Béthune.
- (FR)  L'art de vérifier les dates des faits historiques, des chartes, ....

### Letteratura storiografica
- William John Corbett, "Inghilterra, 1087-1154", cap. II, vol. VI (Declino dell'impero e del papatp e sviluppo degli stati nazionali) della Storia del Mondo Medievale, 1999, pp. 56–98.
- Frederick Maurice Powicke, "Inghilterra, Riccardo I e Giovanni", cap. IV, vol. VI (Declino dell'impero e del papatp e sviluppo degli stati nazionali) della Storia del Mondo Medievale, 1999, pp. 143–197.